# Suzie Q (Tanzschritt)
Suzie Q (oder Suzy Q) ist der Name eines Tanzschrittes, der im Big Apple, Lindy Hop, und anderen Tänzen verwendet wird. Im Line Dance ist dieser Schritt als Heel Twist (bezieht sich eigentlich auf den 2. Schritt) bekannt oder als Grind Walk. Dieser Schritt wird auch im Jazz Dance und im Salsa durchgeführt.
Der Schritt stammt ursprünglich von einem Partytanz aus den 1930er Jahren, der den gleichen Namen hatte und 1936 auf den Song Doin’ the Suzie-Q von Lil Hardin Armstrong getanzt wurde.
Eine Todesanzeige, veröffentlicht im The Salt Lake Tribune am 21. September 2008 für Susie Jane Dwyer (Mädchenname Quealy) (4/24/1915 – 9/17/2008) in San Francisco verkündet, dass „der populäre Hit dieser Zeit, Doin’ the Susie-Q, ihr zu Ehren geschrieben worden war“.

## Der Schritt
Abwechselnd werden die Füße gekreuzt und seitwärts bewegt, begleitet mit schwenkenden Bewegungen wie folgt.
- Auf die 1 wird der rechte Fuß mit der Ferse über den linken Fuß gesetzt und das Gewicht ist auf der Ferse, die Zehen zeigen in die Luft.
- Auf die 2 wird die Ferse geschwenkt, die Zehen des rechten Fußes schwingen nach rechts, während mit dem linken Fuß ein kleiner Schritt zur Seite gemacht wird, aber fast am Platz oder es wird sogar nur das Gewicht auf den linken Fuß verlagert oder es wird ein kleines Stück zurück gegangen.

Schritt 1 kann auch mit einem leichten Schwenken auf den linken Zehen begleitet werden.
Auf den ersten Schritt kann einer der folgenden angefügt werden:
- Wiederhole Schritt 1 und 2 beliebig oft

- oder
  - Auf die 3, bewege den rechten Fuß nach rechts
  - Auf die 4, schließe die Füße oder kreuze den linken über den rechten Fuß
  - Wiederhole die Schritte 1, 2, 3 und 4
- oder (Richtungswechsel)
  - Auf die 3, tritt mit dem rechten Fuß nach links
  - Auf die 4 wird gewartet
  - 5, 6, 7, 8, mache eines der drei Muster mit dem anderen Fuß

### Handbewegung
Die Hände sind ineinander verschränkt und pumpen auf und ab oder im Takt der Musik von einer Seite zur anderen. Die Arm- und Handbewegungen können variiert werden.

### Suzy Q als Partnertanz
Im Lindy Hop kann Suzy Q als Partnertanz getanzt werden, entweder sich gegenüberstehend in einer offenen Position, oder nebeneinander.